# Rider of the Law
Rider of the Law er en amerikansk stumfilm fra 1919 af John Ford.

## Medvirkende
- Harry Carey som Jim Kyneton
- Vester Pegg som Nick Kyneton
- Joe Harris som Buck Soutar
- Jack Woods som Jack West
- Duke R. Lee som Saltire